# Gouvernement Ebeid
République arabe d'Égypte
al-Ganzouri I Nazif I
Le gouvernement Atef Ebeid est l'un des gouvernements de la présidence d'Hosni Moubarak établi le 5 octobre 1999. Il est remplacé en le 14 juillet 2004 par le gouvernement Ahmed Nazif.